# San Gregorio (Guerrero)
San Gregorio es una localidad del estado mexicano de Guerrero. Es parte del municipio de Tetipac.

## Toponimia
El nombre «San Gregorio» hace referencia al santo patrono de la localidad: Gregorio Magno.

## Demografía
| Gráfica de evolución demográfica |
|                                  |

| Censo | Población |
| ----- | --------- |
| 1900  | 593       |
| 1910  | 653       |
| 1921  | 564       |
| 1930  | 594       |
| 1940  | 470       |
| 1950  | 630       |
| 1960  | 571       |
| 1970  | 773       |
| 1980  | 706       |
| 1990  | 1 039     |
| 2000  | 1 186     |
| 2010  | 1 089     |
| 2020  | 1 112     |